# Galia Zaalpejska
Galia Zaalpejska (łac. Gallia Transalpina) – kraina historyczna zamieszkana przez plemiona celtyckie i obejmująca obszar pomiędzy Alpami, Pirenejami i Renem. 
Galia Zaalpejska była częścią większej krainy – Galii. Południowo-wschodnia część Galii Zaalpejskiej stała się prowincją rzymską w II wieku p.n.e., a resztę podbił Juliusz Cezar w latach 58-51 p.n.e., co opisał w De Bello Gallico.
Galia Zaalpejska została podzielona przez Augusta na następujące prowincje:
- Gallia Belgica, z której po klęsce w Lesie Teutoburskim wydzielono przylegające do właściwej Germanii – leżącej za Renem – osobne prowincje Germania Inferior i Germania Superior
- Gallia Lugdunensis
- Gallia Aquitania
- Gallia Narbonensis.

Centrum administracyjnym Galii było Lugdunum (obecnie Lyon), południowa część najwcześniej podbita i zromanizowana rządzona była z Narbo (Narbonne).